# Ipiaú
Ipiaú är en stad och kommun i östra Brasilien och ligger längs floden Rio de Contas i delstaten Bahia. Folkmängden uppgår till cirka 40 000 invånare. Kakaoproduktion är en viktig näring i området.

## Befolkningsutveckling
| Område     | Areal (km²)   | Invånarantal 1 augusti 2000 | Invånarantal 1 augusti 2010 | Invånarantal 1 juli 2014 |
| ---------- | ------------- | --------------------------- | --------------------------- | ------------------------ |
| Kommun     | 267,33        | 43 621                      | 44 390                      | 47 388                   |
| Centralort | Ingen uppgift | 37 924                      | 40 384                      | Ingen uppgift            |